# かくれんぼ (優里の曲)
「かくれんぼ」は、日本のシンガーソングライター・優里の楽曲。インディーズ1作目の配信限定シングルとして2019年12月1日にリリースされた。

## 概要
「かくれんぼ」は、優里が2019年12月1日にリリースした自身初のオリジナル曲。TikTokをはじめとするSNSを中心に話題を集め、各配信ランキングで上位をマークした。
2020年7月10日にはYouTubeのチャンネル「THE FIRST TAKE」にてアレンジバージョンが公開された。
2020年6月1日付で当チャート初登場を果たした同曲は、アフターストーリーを描いた「ドライフラワー」のヒットの影響もあり、昨年末から右肩上がりの推移を見せ始め、2021年2月22日付で19位をマーク、初のトップ20入りを果たした。
2021年3月17日、2021年3月22日付のBillboard JAPANストリーミング・ソング・チャート“Streaming Songs”で累計再生回数が1億回を突破した。ストリーミング累計1億回を記録した優里の楽曲としては、チャートイン13週目の2021年2月1日付で達成した「ドライフラワー」に続く2曲目。今回はチャートイン43週目での大台突破となった。

## 収録曲
1. かくれんぼ
  - 作詞・作曲：優里